# Deutscher Alterspreis
Der Deutsche Alterspreis ist eine Auszeichnung, die von der Robert Bosch Stiftung verliehen wurde. Der Preis wurde von 2012 bis 2016 jährlich vergeben. Die Preisträger wurden jedes Jahr im Rahmen einer Preisverleihung bekanntgegeben. Der Alterspreis zeichnete Initiativen und Persönlichkeiten des öffentlichen Lebens aus, die durch ihre Arbeit „in herausragender Weise zu einem positiven Altersbild in der Gesellschaft beitragen“. Neben prämierten Preisen, die aus den nominierten Bewerbern ausgewählt wurden, konnte außerdem der (nicht dotierte) Otto Mühlschlegel Preis für besondere Verdienste um das Alter vergeben werden.

## Schirmherrschaft
Die Schirmherrschaft für den Preis wurde von der jeweils amtierenden Bundesfamilienministerin übernommen. 2013 erklärte die damalige Familienministerin Kristina Schröder:
„Der Deutsche Alterspreis macht Leistungen, Engagement und Verdienste älterer Menschen sichtbar und zeichnet damit ein facettenreiches Bild vom Alter, das der Vielfalt dieser Lebensphase in viel höherem Maße gerecht wird als das Altersbild in vielen Köpfen.“
Ihre Nachfolgerin Manuela Schwesig erklärte 2014:
„Der Deutsche Alterspreis macht gute Beispiele des Lebens im Alter bekannt, aber auch gute Beispiele dafür, wie man sich mit älteren Menschen und für ältere Menschen engagieren kann.“

## Preisverleihungen
In den folgenden Tabellen sind die Preisträger des Deutschen Alterspreises aufgeführt.

### 2012
Es wurden drei Projekte prämiert. Die Preise wurden von Kristina Schröder vergeben.
| Projekt                                           | Preis                        | Anmerkung                                                                                      |
| ------------------------------------------------- | ---------------------------- | ---------------------------------------------------------------------------------------------- |
| „Rödental: Ein Ort zum Altwerden“, Stadt Rödental | Hauptpreis „Idee fürs Alter“ | Ein „überzeugendes auf die Bedürfnisse von Senioren angepasstes Gesamtkonzept“                 |
| JUSTAment – Von Erfahrung lernen                  | 2. Preis „Idee im Alter“     | Senioren bereiten Haupt- und Realschüler auf den Einstieg ins Berufsleben vor.                 |
| Ursula Lehr                                       | Otto Mühlschlegel Preis      | Gründerin des Heidelberger Instituts für Gerontologie und Verfasserin des ersten Altenberichts |

### 2013
Aus 300 Projekten wurden zehn Projekte nominiert; Schirmherrin war Kristina Schröder. Der Hauptpreis war mit 60.000 Euro dotiert, der zweite Preis mit 40.000 Euro, der dritte mit 20.000 Euro. Die Preisträger zeigten laut der Jury beispielhaft neues Altersbild.
| Projekt                                                                       | Preis                   | Anmerkung |
| ----------------------------------------------------------------------------- | ----------------------- | --- |
| Christa Höhs für ihre Agentur "SEN!OR-MODELS" (München)                       | Hauptpreis              | Weltweit erste Modelagentur, die auf ältere Models spezialisiert ist                                           |
| Offene Jugendwerkstatt Karlsruhe e.V.                                         | 2. Preis                | 63- bis 72-Jährige Engagierten vermitteln Kindern, Jugendlichen und Studenten Begeisterung für das Handwerkeln |
| Europäische Filmfestival der Generationen – Silver Screen (Frankfurt am Main) | 3. Preis                | aktuelle Filme über das Alter und das Älterwerden                                                              |
| Loring Sittler                                                                | Otto Mühlschlegel Preis | |

Nominiert waren außerdem:
- Siegfried Maier, Senior-Gründer von Ludikon GmbH, Buchloe (Bayern)
- Maren Heinzerling, Initiatorin von „Zauberhafte Physik in Grundschulen“, Berlin (Berlin)
- Ausbildung zu Bankassistenten 50+ bei der ING-DiBa, Frankfurt a. M. (Hessen)
- EXPERIMINTA Science Center FrankfurtRheinMain, Frankfurt a. M. (Hessen)
- Fotoprojekt Silver Heroes, Karsten Thormaehlen, Wiesbaden (Hessen)
- Gründer 50plus, Blender-Reer (Niedersachsen)
- The Rock'n'Rollator Show!, Bonn (Nordrhein-Westfalen)

### 2014
Aus 335 Bewerbungen wurden drei Projekte für die besten Ideen im und für das Alter ausgezeichnet. Schirmherrin war Bundesfamilienministerin Manuela Schwesig, die die Preise überreichte.
| Projekt                                                                 | Preis                        | Anmerkung |
| ----------------------------------------------------------------------- | ---------------------------- | --------- |
| „Werkstatt der Generationen“ der Integrativen Montessori Schule München | Hauptpreis „Idee fürs Alter“ |           |
| Ínteraktives Filmprojekt „Route 76“                                     | 2. Preis                     |           |
| Ausstellung „Hey Alter…! eine Ausstellung für Jung und Alt“             | weiterer 2. Preis            |           |

### 2015
Aus 244 Bewerbungen wurden sechs Initiativen nominiert und drei prämiert, mit insgesamt 120.000 Euro Preisgeld. In Vertretung der Schirmherrin Schwesig hielt Parlamentarische Staatssekretärin Elke Ferner die Ansprache.
| Projekt                                                                      | Preis                   | Anmerkung                                                       |
| ---------------------------------------------------------------------------- | ----------------------- | --------------------------------------------------------------- |
| „Mobia – Mobil bis ins Alter“ der Saarbahn AG (Saarbrücken)                  | Hauptpreis              | App zur Planung der Reiseroute und Anfrage von Mobilitätslotsen |
| „Jugendzentrum für Senioren“ des Kinder von gestern e.V. (München)           | 2. Preis                | Gemeinsamkeit gegen Einsamkeit in der Stadt.                    |
| Thomas Henrich für den „Ich-Verein für soziales Engagement“ (Nürnberg/Fürth) | 3. Preis                | Unterstützung projektbezoger sozialer Initiativen               |
| Marianne Koch                                                                | Otto Mühlschlegel Preis | Ärztin, Schauspielerin und Moderatorin                          |

Nominiert waren außerdem:
- x-mal Mensch Stuhl – Fassaden-Inszenierung, Angie Hiesl Produktion, Köln
- Magazin sechs+sechzig, Verein zur Förderung des Dialogs der Generationen, Nürnberg
- Griesheim – Die besitzbare Stadt, Stadt Griesheim

### 2016
Es wurden drei Projekte prämiert; Schirmherrin war Manuela Schwesig. Der Hauptpreis war mit 60.000 Euro dotiert, der zweite Preis mit 40.000 Euro, der dritte mit 20.000 Euro dotiert.
| Projekt                                                                  | Preis                   | Anmerkung                                                                                            |
| ------------------------------------------------------------------------ | ----------------------- | --- |
| „LebensPhasenHaus – Ein Zuhause ein Leben lang“ der Universität Tübingen | Hauptpreis              | Modellhaus zur Vorführung von im Handel verfügbarer Technik, die den Alltag von Senioren erleichtert |
| „Lebenstraumgemeinschaft Jahnishausen“ in Riesa, Sachsen                 | 2. Preis                | Genossenschaftlich organisierte Gemeinschaft                                                         |
| Hamburger Wohnprojekt für Senioren unterschiedlicher Kulturen Veringeck  | 3. Preis                | Interkulturelles Wohnhaus für ältere Menschen                                                        |
| Eckhard Feddersen                                                        | Otto Mühlschlegel Preis | Architekt                                                                                            |